# Nimloth Colles
I Nimloth Colles sono una formazione geologica della superficie di Titano.
Prendono il nome da Nimloth, personaggio de Il Silmarillion di J. R. R. Tolkien.